# Хашеми, Али
Али Хашеми (перс. علی هاشمی‎; 1 ноября 1991 года, Илам, Иран) — иранский тяжелоатлет, выступающий в категории до 105 кг. Двукратный чемпион мира 2017 и 2018 года, чемпион и призёр чемпионатов Азии. Участник летних Олимпийских игр 2016 в Рио-де-Жанейро.

## Карьера
В начале ноября 2018 года на чемпионате мира в Ашхабаде, иранский спортсмен, в весовой категории до 102 кг, завоевал золотую медаль мирового первенства, сумев взять общий вес 396 кг. Выполняя упражнение толчок Али показал третий результат с весом на штанге 217 кг, в рывке стал вторым с весом 179 кг.
4 декабря 2019 года IWF официально аннулировала все титулы казахстанского штангиста Владимира Седова с 2008 по 2016 годы и к иранскому атлету перешла золотая медаль чемпионата Азии 2016.

## Спортивные результаты
| Год  | Соревнование            | Место проведения | Весовая категория | Рывок  | Толчок | Сумма двоеборья | Место |
| 2015 | Чемпионат Азии          | Пхукет           | до 94 кг          | 168 кг | 208 кг | 376 кг          | 3     |
| 2015 | Чемпионат мира          | Хьюстон          | до 94 кг          | 173 кг | 207 кг | 380 кг          | 4     |
| 2016 | Чемпионат Азии          | Ташкент          | до 94 кг          | 174 кг | 200 кг | 374 кг          | 1     |
| 2016 | Летние Олимпийские игры | Рио-де-Жанейро   | до 94 кг          | 173 кг | 210 кг | 383 кг          | 7     |
| 2017 | Чемпионат Азии          | Ашхабад          | до 105 кг         | 171 кг | 213 кг | 384 кг          | 3     |
| 2017 | Чемпионат мира          | Анахайм          | до 105 кг         | 183 кг | 221 кг | 404 кг          | 1     |
| 2018 | Азиатские игры          | Джакарта         | до 105 кг         | 184 кг | 219 кг | 403 кг          | 3     |
| 2018 | Чемпионат мира          | Анахайм          | до 102 кг         | 179 кг | 217 кг | 396 кг          | 1     |
| 2019 | Чемпионат Азии          | Нинбо            | до 109 кг         | 180 кг | 225 кг | 405 кг          | 3     |
| 2019 | Чемпионат мира          | Паттайя          | до 109 кг         | 177 кг | 218 кг | 395 кг          | 7     |